# 小行星5563
小行星5563（英語：5563）是一颗围绕太阳公转的小行星。1991年11月9日，上田清二、金田宏在钏路市发现了此天体。
这颗小行星的绝对星等为49.34730585028909等。